# 奥古斯丁·布勃尼克
奥古斯丁·布勃尼克（捷克語：Augustin Bubník，1928年11月21日—2017年4月18日），捷克男子冰球运动员。他曾代表捷克斯洛伐克国家队参加1948年冬季奥林匹克运动会冰球比赛，获得一枚银牌。